# Variaș
Variaș (en hongrois : Varjas, en allemand : Warjasch) est une commune du județ de Timiș en Roumanie.